# Comuna Sosnivka, Konotop
Sosnivka (în ucraineană Соснівка) este o comună în raionul Konotop, regiunea Sumî, Ucraina, formată din satele Sosnivka (reședința), Vilne și Zavodî.

## Demografie
Componența lingvistică a comunei Sosnivka
     Ucraineană (98,3%)
     Rusă (1,47%)
     Alte limbi (0,08%)
Conform recensământului din 2001, majoritatea populației comunei Sosnivka era vorbitoare de ucraineană (98,3%), existând în minoritate și vorbitori de rusă (1,47%).